# Atenaida (markiza de Louvois)
Athénaïs Le Tellier se Souvre, z domu Grimaldi, markiza de Louvois (ur. 22 czerwca 1786, zm. 11 września 1860), członkini monakijskiej rodziny książęcej, córka księcia Józefa Grimaldi i księżnej Franciszki Marii Teresy de Choiseul.

## Dzieciństwo i młodość
Atenaida urodziła się 22 lipca 1788. Jej rodzicami byli książę Józef Grimaldi, członek monakijskiej rodziny książęcej i jego pierwsza żona, księżna Franciszka Maria Teresa de Choiseul, pochodząca z francuskiej szlachty. Miała dwie siostry: Honorynę (ur. 1784, zm. 1879) i Delfinę (ur. 1788). Jej dziadkami ze strony ojca byli książę Monako, Honoriusz III Grimaldi i Maria de Brignole. Jej matka, księżna Franciszka, została ścięta na gilotynie podczas Wielkiej Rewolucji Francuskiej.

## Małżeństwo i rodzina
8 sierpnia 1804 roku w Paryżu poślubiła Ludwika Le Tellier se Souvre, markiza de Louvois. Małżonkowie nie mieli dzieci. Księżna owdowiała 3 kwietnia 1844. Zmarła 11 września 1860.